# Ajay Devgan
Vishal Veeru Devgan (en hindi: विशाल देवगन, en punyabi: ਵਿਸ਼ਾਲ ਦੇਵਗਨ, Nueva Delhi, India, 2 de abril de 1969) Conocido profesionalmente como Ajay Devgn, es un actor del cine de la India. Ha ganado  dos Premios de National Film y en 2008 dirigió la película U, Me Aur Hum con su esposa la actriz Kajol.

## Filmografía

### Actor
| Año  | Película                    | Papel                          | Premios                                                                                           |
| ---- | --------------------------- | ------------------------------ | ------------------------------------------------------------------------------------------------- |
| 1991 | Phool Aur Kaante            | Ajay                           | Ganador, Filmfare Best Debut Award                                                                |
| 1992 | Jigar                       | Raj "Raju" Verma               |                                                                                                   |
| 1993 | Dil Hai Betaab              | Ajay                           |                                                                                                   |
| 1993 | Divya Shakti                | Prashant Varma                 |                                                                                                   |
| 1993 | Platform                    | Rajoo                          |                                                                                                   |
| 1993 | Sangram                     | Raja S. Singh Kanwar           |                                                                                                   |
| 1993 | Shaktiman                   | Amar                           |                                                                                                   |
| 1993 | Ek Hi Raasta                | Karan Singh                    |                                                                                                   |
| 1993 | Bedardi                     | Vijay Saxena                   |                                                                                                   |
| 1993 | Dhanwaan                    | Kashinath                      |                                                                                                   |
| 1994 | Dilwale                     | Arun Saxena                    |                                                                                                   |
| 1994 | Kanoon                      | Vishal                         |                                                                                                   |
| 1994 | Vijaypath                   | Karan                          |                                                                                                   |
| 1994 | Suhaag                      | Ajay R. Sharma/Malhotra        |                                                                                                   |
| 1995 | Naajayaz                    | Jay Bakshi                     | Nominado, Filmfare Best Actor Award                                                               |
| 1995 | Hulchul                     | Deva                           |                                                                                                   |
| 1995 | Gundaraj                    | Ajay Chauvan                   |                                                                                                   |
| 1995 | Haqeeqat                    | Shiva/Ajay                     |                                                                                                   |
| 1996 | Jung                        | Ajay Bahadur Saxena            |                                                                                                   |
| 1996 | Jaan                        | Karan                          |                                                                                                   |
| 1996 | Diljale                     | Shyam                          |                                                                                                   |
| 1997 | Itihaas                     | Karan                          |                                                                                                   |
| 1997 | Ishq                        | Ajay Rai                       |                                                                                                   |
| 1998 | Major Saab                  | Virendra Pratap Singh          |                                                                                                   |
| 1998 | Pyar To Hona Hi Tha         | Shekhar                        |                                                                                                   |
| 1998 | Sar Utha Ke Jiyo            | Special Appearance             |                                                                                                   |
| 1998 | Zakhm                       | Ajay R. Desai                  | Nominado, Filmfare Best Actor Award, Ganador, National Film Award for Best Actor                  |
| 1999 | Dil Kya Kare                | Anand Kishore                  |                                                                                                   |
| 1999 | Kachche Dhaage              | Aftab                          |                                                                                                   |
| 1999 | Hogi Pyaar Ki Jeet          | Raju                           |                                                                                                   |
| 1999 | Hum Dil De Chuke Sanam      | Vanraj                         | Nominado, Filmfare Best Actor Award                                                               |
| 1999 | Hindustan Ki Kasam          | Ajay/Tauheed                   |                                                                                                   |
| 1999 | Gair                        | Vijay Kumar/Dev                |                                                                                                   |
| 1999 | Thakshak                    | Ishaan Singh                   |                                                                                                   |
| 2000 | Deewane                     | Vishal/Arun                    |                                                                                                   |
| 2000 | Raju Chacha                 | Shekhar/Raju Chacha            |                                                                                                   |
| 2001 | Yeh Raaste Hain Pyaar Ke    | Vicky/Rohit Verma              |                                                                                                   |
| 2001 | Lajja                       | Bulwa                          | Nominado, Filmfare Best Supporting Actor Award                                                    |
| 2001 | Tera Mera Saath Rahen       | Raj Dixit                      |                                                                                                   |
| 2002 | Company                     | Malik                          | Nominado, Filmfare Best Actor Award                                                               |
| 2002 | Hum Kisi Se Kum Nahin       | Raja                           |                                                                                                   |
| 2002 | The Legend of Bhagat Singh  | Sardar Bhagat Singh            | Ganador, Filmfare Critics Award for Best Performance, Ganador, National Film Award for Best Actor |
| 2002 | Deewangee                   | Tarang Bharadwaj               | Ganador, Filmfare Best Villain Award                                                              |
| 2003 | Bhoot                       | Vishal                         |                                                                                                   |
| 2003 | Qayamat: City Under Threat  | Rachit                         |                                                                                                   |
| 2003 | Chori Chori                 | Ranbir Malhotra                |                                                                                                   |
| 2003 | Gangaajal                   | S.P. Amit Kumar                | Nominado, Filmfare Best Actor Award                                                               |
| 2003 | Parwana                     | Parwana                        |                                                                                                   |
| 2003 | Zameen                      | Col. Ranveer Ranawat           |                                                                                                   |
| 2003 | LOC Kargil                  | Capt. Manoj Pandey             |                                                                                                   |
| 2004 | Khakee                      | Yashwant Angre                 | Nominado, Filmfare Best Villain Award                                                             |
| 2004 | Masti                       | Inspector Sikander             |                                                                                                   |
| 2004 | Yuva                        | Michael Mukherjee              |                                                                                                   |
| 2004 | Taarzan: The Wonder Car     | Deven Chaudhary                |                                                                                                   |
| 2004 | Raincoat                    | Manoj                          |                                                                                                   |
| 2005 | Insan                       | Ajit Rathod                    |                                                                                                   |
| 2005 | Blackmail                   | Shekhar Mohan                  |                                                                                                   |
| 2005 | Zameer                      | Suraj Chauhan                  |                                                                                                   |
| 2005 | Tango Charlie               | Havildar Mohammed Ali          |                                                                                                   |
| 2005 | Kaal                        | Kali Pratap Singh              | Nominado, Filmfare Best Villain Award                                                             |
| 2005 | Main Aisa Hi Hoon           | Neel                           |                                                                                                   |
| 2005 | Apaharan                    | Ajay Shastri                   | Nominado, Filmfare Best Actor Award                                                               |
| 2005 | Shikhar                     | Gaurav Gupta                   |                                                                                                   |
| 2006 | Golmaal                     | Gopal                          |                                                                                                   |
| 2006 | Omkara                      | Omkara "Omi" Shukla            | Nominado, Filmfare Best Actor Award                                                               |
| 2007 | Cash                        | Karan/Doc                      |                                                                                                   |
| 2007 | Ram Gopal Varma Ki Aag      | Hirendra Chavan (Heero)        |                                                                                                   |
| 2008 | Halla Bol                   | Ashfaq Khan/Sameer Khan        |                                                                                                   |
| 2008 | Sunday                      | ACP Rajveer Randhawa           |                                                                                                   |
| 2008 | U, Me aur Hum               | Ajay                           |                                                                                                   |
| 2008 | Mehbooba                    | Karan                          |                                                                                                   |
| 2008 | Golmaal Returns             | Gopal                          |                                                                                                   |
| 2009 | All The Best: Fun Begins    | Prem Chopra                    |                                                                                                   |
| 2009 | London Dreams               | Arjun                          |                                                                                                   |
| 2010 | Atithi Tum Kab Jaoge        | Puneet                         |                                                                                                   |
| 2010 | Rajneeti                    | Suraj                          |                                                                                                   |
| 2010 | Once Upon a Time in Mumbaai | Sultan (Basado en Haji Mastan) |                                                                                                   |
| 2010 | Aakrosh                     | Suraj                          |                                                                                                   |
| 2010 | Golmaal 3                   | Gopal                          |                                                                                                   |
| 2013 | Himmatwala                  | Himmatwala                     |                                                                                                   |
| 2014 | Singham Returns             | Bajirao Singham                |                                                                                                   |
| 2018 | Raid                        | Amey Patnaik                   |                                                                                                   |

### Productor
| Año  | Película                 | Notas            |
| ---- | ------------------------ | ---------------- |
| 2000 | Raju Chacha              |                  |
| 2006 | The Awakening            | Documental corto |
| 2008 | U, Me aur Hum            |                  |
| 2009 | All The Best: Fun Begins |                  |

### Director
| Año  | Película      | Notas |
| ---- | ------------- | ----- |
| 2008 | U, Me aur Hum |       |